# فارس خليل
فارس خليل (مواليد 8 أكتوبر 2000) لاعب كرة قدم إماراتي يجيد اللعب في الظهير الأيسر مع نادي الوصل في دوري الخليج العربي الإماراتي .

## مسيرة اللاعب
مثل نادي الوصل ونادي الإمارات .

## روابط خارجية
- فارس خليل على موقع Soccerway.com (الإنجليزية)